# Câmpulung Moldovenesc
Câmpulung Moldovenesc é uma cidade da Roménia com 21.862 habitantes, localizada no judeţ (distrito) de Suceava.